# Kommaradevanahalli, Turuvekere
Kommaradevanahalli là một làng thuộc tehsil Turuvekere, huyện Tumkur, bang Karnataka, Ấn Độ.